# Region Piura
Region Piura – jeden z 25 regionów w Peru. Stolicą jest miasto Piura.

## Podział administracyjny regionu
Region Piura podzielony jest na 8 prowincji, które obejmują 64 dystrykty.
| Prowincja   | Stolica prowincji | Liczba dystryktów | UBIGEO |
| ----------- | ----------------- | ----------------- | ------ |
| Piura       | Piura             | 9                 | 2001   |
| Ayabaca     | Ayabaca           | 10                | 2002   |
| Huancabamba | Huancabamba       | 8                 | 2003   |
| Morropón    | Chulucanas        | 10                | 2004   |
| Paita       | Paita             | 7                 | 2005   |
| Sullana     | Sullana           | 8                 | 2006   |
| Talara      | Talara            | 6                 | 2007   |
| Sechura     | Sechura           | 6                 | 2008   |